# Little Motor Car
Fondée en 1911 par les industriels Bill Little, la Little Motor Car était un des premiers fabricants américains d'automobiles à bon marché, qui a réussi à vendre un modèle moins cher que la Ford T, avant de fusionner avec Chevrolet puis avec General Motors.

## Histoire
La société Little Motor Car est enregistrée le 30 octobre 1911 et prend le nom de
Bill Little, industriel réputé car il a été directeur général de l'usine Buick de David Dunbar à Flint (Michigan) à partir de 1906. Elle a pour actionnaire William C. Durant, l'ex-fondateur du groupe General Motors

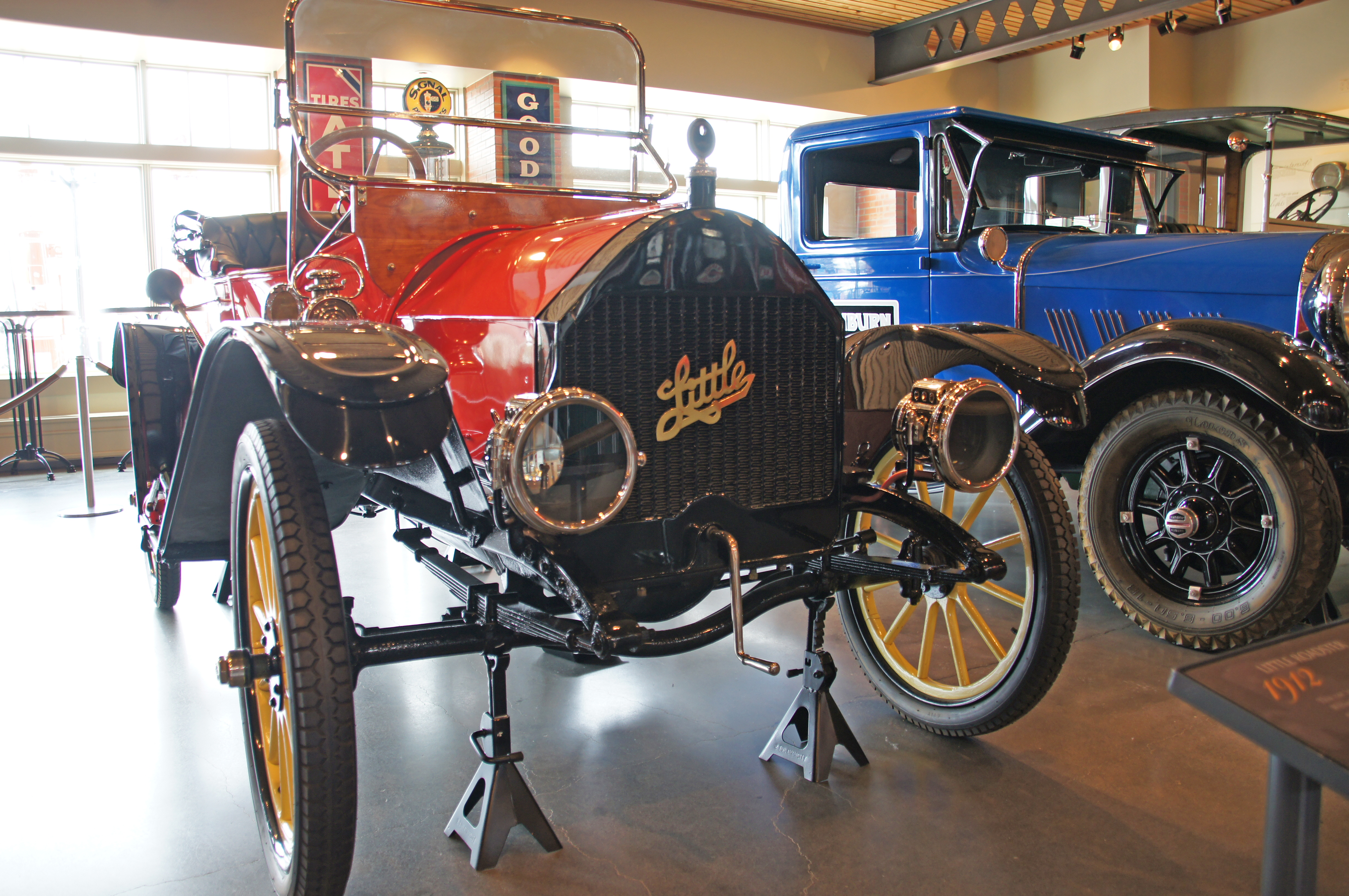
Une Little Car de 1911-1913

Le jour de sa fondation, elle annonce le lancement de la Little 4 Car, une voiture vendue seulement 600 dollars, un prix plus bas que celui de la Ford T. Environ 2 200 Little 4 Car sont produites en 1912, en seulement neuf mois.
La Little Motor Car a des débuts difficiles, la production ne démarrant qu'en avril 1912. Elle doit acquérir l'usine de la « Flint Wagon Works » sur West Keasley Street Flint (Michigan). La transaction se fait discrètement, par l'effacement des dettes du propriétaire de l'usine. Pour trouver les fonds nécessaires, la Little Motor Car réalise une augmentation de capital de 1,2 million de dollars, à un cours inférieur de 25 % à la valeur de l'action à la Bourse. La société passe aussi un contrat avec Chevrolet pour la construction de 2 500 moteurs en un an. Des moteurs sont aussi fabriqués par la compagnie Mason Motor Company de Détroit.
La société Little Motor Car a ensuite fusionné avec Chevrolet en 1915 et ensuite avec General Motors en 1918. 